# Divisão naval

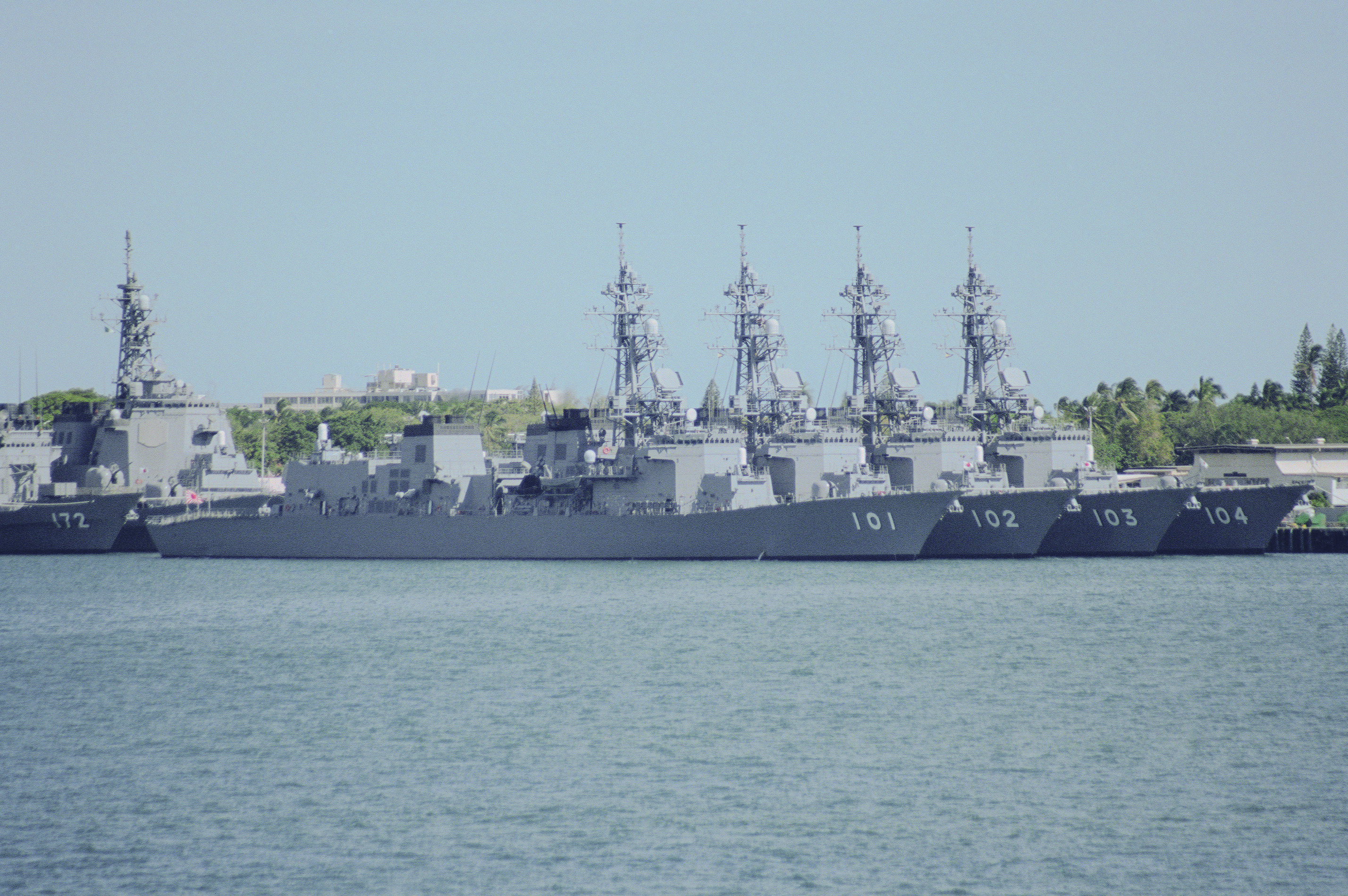
Divisão 48 da 1ª Flotilha de Escolta da Força Marítima de Autodefesa do Japão, composta por quatro contratorpedeiros da classe Murasame - 2000.

Uma divisão naval, divisão de esquadra ou, simplesmente divisão é uma força naval composta por dois ou mais navios de guerra, sob o comando de um oficial superior ou de um oficial general. Cada divisão é, normalmente, composta por navios do mesmo tipo e constitui parte de uma esquadra. 